# Marceau Garnier
Marceau Garnier (6 de marzo de 2001) es un deportista francés que compite en escalada. En los Juegos Europeos de Cracovia 2023 consiguió una medalla de plata en la prueba de velocidad.

## Palmarés internacional
| Juegos Europeos | Juegos Europeos  | Juegos Europeos  | Juegos Europeos |
| Año             | Lugar            | Medalla          | Prueba          |
| --------------- | ---------------- | ---------------- | --------------- |
| 2023            | Tarnów (Polonia) | Medalla de plata | Velocidad       |